# Beslutningsteori
Beslutningsteori er en gren af anvendt sandsynlighedsregning. Den beskæftiger sig med at analysere beslutninger. I forbindelse med den enkelte beslutning tildeles der sandsynligheder (angivet i talværdier) til de faktorer, der har betydning for beslutningen. Desuden sættes der talværdier på de mulige resultater af beslutningen. Beslutningsteori anvendes især inden for økonomi og samfundsplanlægning, men også på andre områder, for eksempel inden for lægevidenskab, når det skal besluttes, hvilken behandling der er optimal for en patient.

## Beslutningsteoriens historie
Den første formelle anvendelse af beslutningsteori var Pascals væddemål, der omkring 1660 formuleredes af den franske filosof og matematiker Blaise Pascal i hans hovedværk Tanker.  Her optræder ideen om forventet værdi.
Forventet værdi kan forklares således: Man forestiller sig en person, der står over for en række handlingsmuligheder, og som skal beslutte sig for én af dem. Hver af handlingsmulighederne kan give anledning til mere end ét resultat, dog med forskellige grader af sandsynlighed. Den rationelle fremgangsmåde vil nu være at identificere de mulige resultater af de mulige handlinger, bestemme deres værdier (positive eller negative), og bestemme graden af sandsynlighed for, at de vil ske. Man skal nu, for hver enkelt resultats vedkommende, multiplicere sandsynligheden for at de vil ske (angivet ved et tal) med værdien af resultatet (ligeledes angivet ved et tal, positivt eller negativt). Resultatet af multiplikationen af de to tal er den "forventede værdi". På den baggrund skal man beslutte sig for at foretage den handling, hvis mulige resultater tilsammen har den højeste forventede værdi.
I 1738 offentliggjorde den schweiziske matematiker Daniel Bernoulli en afhandling med titlen Et eksempel på en ny teori om måling af risiko (Specimen theoriae novae de mensura sortis). Her argumenterer han for, at teorien om den forventede værdi er forkert. I stedet for ”værdi” vil han tale om ”nytte”. Han giver et eksempel med en hollandsk købmand, der skal beslutte, om han skal forsikre en last, der sendes fra Amsterdam til Skt. Petersborg om vinteren. I sin løsning definerer han en nyttefunktion, og derefter beregner han en forventet nytteværdi (i stedet for en forventet økonomisk værdi).
Daniel Bernoulli er desuden kendt for et beslutningskriterium, som kan bruges i situationer med en usikker og ufuldstændig viden. Det er princippet om den utilstrækkelige grund. Det går ud på, at hvis sandsynlighederne for de mulige resultater af en beslutning er ukendte, så bør beslutningstageren antage, at de har lige stor sandsynlighed.
I 1900-tallet blev beslutningsteori videreudviklet på flere måder. Vigtige navne i den forbindelse er blandt andet Abraham Wald (1902–1950), Frank Ramsey (1903-1930), Maurice Allais (1911-2010), Daniel Ellsberg (f. 1931) Daniel Kahneman (f. 1934) og Amos Tversky (1937–1996). Omfanget af forventet nytteværdi blev udvidet til situationer, hvor subjektive sandsynligheder kan anvendes. Maurice Allais og Daniel Ellsberg viste, at menneskelig adfærd afviger fra en forventet nyttemaksimering. Udsigtsteorien af Daniel Kahneman og Amos Tversky indebar, at økonomisk adfærd ikke altid er styret af rationelle overvejelser. Når mennesker træffer økonomiske beslutninger, træffer de dem ofte på baggrund af følelser. Udsigtsteorien beskriver den måde, hvorpå folk træffer beslutninger, når alle resultaterne indebærer en risiko.

## Grene af beslutningsteori
Der findes tre hovedgrene af beslutningsteori:
1)	Normativ beslutningsteori, som beskæftiger sig med optimale beslutninger. Teorien tager udgangspunkt i en ideel beslutningstager, der er i stand til at beregne handlingsmulighederne og deres resultater med perfekt nøjagtighed, og som i en vis forstand er fuldt ud rationel.
2)	Præskriptiv beslutningsteori, som forsøger at udlede strategier og metoder, der kan hjælpe mennesker til at træffe bedre beslutninger ved hjælp af normative modeller. Samtidig undersøges menneskers begrænsede kognitive evner. Den praktiske anvendelse af præskriptiv beslutningsteori er beslutningsanalysen, som har til formål at synliggøre mangfoldigheden af faktorer, der spiller en rolle i formålsrettede beslutninger. Den gør det lettere at diskutere modstridende mål rationelt og finde den beslutning, der opnår disse mål i et optimalt omfang.
3)	Beskrivende beslutningsteori, som laver empiriske undersøgelser af, hvordan beslutninger træffes i virkeligheden.